# Revillo
Revillo – miasto w Stanach Zjednoczonych, w stanie Dakota Południowa, w hrabstwie Grant.